# Зіткнення над Броклсбі (1940)
29 вересня 1940 року над Броклсбі, Новий Південний Уельс, Австралія, зіткнулися в повітрі два літаки Avro Anson з льотної школи № 2 Королівських ВПС Австралії. Ця аварія була незвичайною тим, що залучені літаки після зіткнення залишилися зчепленими разом, але змогли без подальших інцидентів приземлитися.
Внаслідок зіткнення зупинилися двигуни верхнього літака, але двигуни нижнього продовжили працювати, що дозволило продовжувати політ. Пілот нижнього літака і штурмани обох літаків вистрибнули з парашутами, але пілот верхнього виявив, що за допомогою елеронів і закрилків може керувати польотом і успішно посадив літаки на полі неподалік.

## Навчальна школа та деталі рейсу

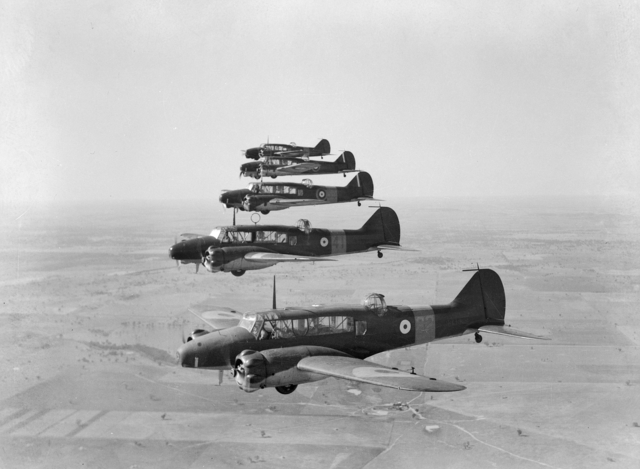
Літаки Avro Ansons 2-ї школи у польоті

Школа оперативних польотів № 2 (англ. № 2 Service Flying Training School, SFTS), що базується на станції RAAF Форест-Гілл поблизу Вогга-Вогга, Новий Південний Уельс, була одним з навчальних закладів для пілотів, створених у перші роки Другої світової війни як частина внеску Австралії до програми льотної підготовки країн Британської співдружності:111. Після базового навчання аеронавігації в початковій льотній школі учні йшли до SFTS, щоб навчитися техніки, яка знадобиться їм як оперативним пілотам, включаючи польоти за приладами, нічні польоти, вищий пілотаж, політ у строю, бомбардування з пікірування та стрільба з повітря:97, 109. Перший курс школи розпочався 29 липня 1940 року:56.
29 вересня 1940 року два шкільних літаки Avro Ansons вилетіли з Форест-Гілл для тренувань. Екіпажем літака з бортовим номером N4876 були 22-річний пілот Леонард Грехем Фуллер і 27-річний штурман Ієн Мензіс Сінклер. Екіпаж літака з бортовим номером L9162 складався з 19-річного пілота Джека Інгліса Гьюсона і 27-річного штурмана Г'ю Гевіна Фрейзера. Запланований маршрут проходив над містечками Корова і Наррандера, а потім повертався до Форест-Гілл.

## Зіткнення та аварійна посадка
На висоті 300 метрів над містечком Броклсбі поблизу Олбері літаки зробили поворот. Фуллер втратив з поля зору літак Гьюсона під ним, і літаки зіткнулися. Літаки залишилися затиснутими разом, нижня турель верхнього літака вклинилася в ліве крило нижнього, а кіль і кермо нижнього вперлися у хвостове оперення верхнього.
Обидва двигуни верхнього літака вийшли з ладу, але двигуни нижнього продовжували обертатися на повну потужність. Фуллер виявив, що може керувати зчепленими літаками елеронів і закрилків, і почав шукати місце для посадки:82-83. Обидва штурмани, Сінклер і Фрейзер, вискочили з парашутом, за ними незабаром евакуювався і пілот нижнього літака, Гьюсон, який отримав при зіткненні поранення спини, коли пропелер верхнього літака розрізав його фюзеляж.
Після зіткнення Фуллер пролетів 8 кілометрів, а потім успішно здійснив аварійну посадку «на черево» у великому пасовищі за 6 кілометрів на південний захід від Броклсбі. Літаки проповзли по траві близько 180 метрів, перш ніж зупинитися.

## Наслідки
Обидва літаки були відремонтовані; верхній літак (N4876) повернувся до льотної служби, а нижній (L9162) використовувався як навчальний планер.
Фуллер отримав подяку за уникнення можливої шкоди, якої міг зазнати Броклсбі, якби літаки впали на містечко, і за збереження військової техніки вартістю приблизно 40 000 фунтів стерлінгів (приблизно 4,7 мільйона австралійських доларів у перерахунку на 2022 рік). Його було підвищено до сержанта, але також пілота ув'язнили в казармі на чотирнадцять днів і позбавили семиденної зарплати за те, що він без дозволу давав газетам інтерв'ю про цей інцидент. Фуллер закінчив школу № 2 у жовтні 1940 року, служив спочатку на Близькому Сході, а потім у Європі у складі 37-й ескадрильї. За дії в боях над Палермо в березні 1942 року отримав Медаль льотних заслуг. Пізніше того ж року Фуллера було відправлено до Австралії, де він став інструктором у підрозділі оперативної підготовки № 1 у Сейлі, штат Вікторія. Пілот загинув біля Сейл 18 березня 1944 року в ДТП: він їхав на велосипеді і був збитий автобусом:82-83.

## Пам'ять
Незвична аварія привернула значну увагу до містечка Броклсбі. 29 вересня 1990 року місцеві жителі вшанували 50-ту річницю події встановленням пам'ятного знаку біля місця аварійної посадки. 26 січня 2007 року під час святкування Дня Австралії в Броклсбі було відкрито меморіал із двигуном Avro Anson.